# كعكة الدامب
كعكة الدامب (بالإنجليزية: dump cake) هي حلوى أمريكية تشبه القبلر ولكن بحشوة تشبه الكعكة. سميت بهذا الاسم لأنها تُحضَّر عن طريق صب المكونات في قالب كعكة دون خلطها.

## طريقة التحضير
تُحضر وصفة كعكة الدامب بإضافة علبة أو أكثر من الفاكهة المعلبة أو حشوة الفطائر إلى طبق خَبز مسطح، ثم يُوزَّع خليط الكعك الجاهز فوقها، بعد ذلك تغطة بالزبدة أو السمن، وتُخبَز في الفرن، وقد تضاف طبقات إضافية مثل المكسرات أو جوز الهند المبشور.
في بعض الأنواع يُستبدل خليط الكعك الجاهز بمزيج من المكونات الجافة المعدة منزليًا، والفاكهة المعلبة بالفاكهة الطازجة أو المجمدة.